# Sargus mactans
Sargus mactans är en tvåvingeart som beskrevs av Walker 1859. Sargus mactans ingår i släktet Sargus och familjen vapenflugor. Inga underarter finns listade i Catalogue of Life.